# Libreville

Bâtiment de Chancery, exempel på kolonial arkitektur i Libreville. Idag är byggnaden Förenta Staternas ambassad.

Libreville är huvudstad i det centralafrikanska landet Gabon. Stadens folkmängd beräknades till lite mer än 800 000 invånare år 2019. Libreville är en viktig hamnstad vid Gabonviken nära dess utlopp i Guineabukten.

## Historia
Området var sedan länge bebott av mpongwefolket när franska kolonisatörer tog över landet år 1839. Staden grundades 1843 som en handelsstation med namnet Gabon. Ett stort antal befriade slavar skickades dit och staden döptes om till Libreville 1849, som är franska och betyder "fristad". Libreville var huvudstad i Franska Gabon och den viktigaste hamnen i Franska Ekvatorialafrika från 1934 till 1946.
Libreville fick sitt namn som en imitation av Freetown (som också betyder "fristad"). Staden växte långsamt som handelsplats och mindre administrativt centrum och hade vid självständighetsförklaringen 1960 en folkmängd på 31 000. Sedan dess har den som huvudstad vuxit snabbt och inrymmer nu nästan hälften av Gabons invånare.

## Geografi och klimat
Från norr till söder är de största distrikten i området Batterie IV, Quartier Louis (känt för sitt nattliv), Mont-Bouët och Nombakélé, Glass, Oloumi (industriområde) och Lalala. Stadens hamn och järnvägsstation längs Transgabonesiska järnvägen till Franceville ligger i Owendo, söder om huvudområdet. Utanför dessa distrikt ligger fattigare bostadsområden.
Uppmätta normala temperaturer och -nederbörd i Libreville:
|                                            | Jan   | Feb   | Mar   | Apr   | Maj   | Jun  | Jul  | Aug  | Sep   | Okt   | Nov   | Dec   |
| ------------------------------------------ | ----- | ----- | ----- | ----- | ----- | ---- | ---- | ---- | ----- | ----- | ----- | ----- |
| Normaldygnets maximitemperaturs medelvärde | 29,5  | 30,0  | 30,2  | 30,1  | 29,4  | 27,6 | 26,4 | 26,8 | 27,5  | 28,0  | 28,4  | 29,0  |
| Normaldygnets minimitemperaturs medelvärde | 24,1  | 24,0  | 23,9  | 23,1  | 24,0  | 23,2 | 22,1 | 21,8 | 23,2  | 23,4  | 23,4  | 23,4  |
|                                            |       |       |       |       |       |      |      |      |       |       |       |       |
| Nederbörd                                  | 250,3 | 243,1 | 363,2 | 339,0 | 247,3 | 54,1 | 6,6  | 13,7 | 104,0 | 427,2 | 490,0 | 303,2 |

| Diagram | temperaturer i °C • månadsnederbörd i mm | temperaturer i °C • månadsnederbörd i mm | temperaturer i °C • månadsnederbörd i mm | temperaturer i °C • månadsnederbörd i mm | temperaturer i °C • månadsnederbörd i mm | temperaturer i °C • månadsnederbörd i mm | temperaturer i °C • månadsnederbörd i mm | temperaturer i °C • månadsnederbörd i mm | temperaturer i °C • månadsnederbörd i mm | temperaturer i °C • månadsnederbörd i mm | temperaturer i °C • månadsnederbörd i mm | temperaturer i °C • månadsnederbörd i mm |
|         | 250 30 24                                | 243 30 24                                | 363 30 24                                | 339 30 23                                | 247 29 24                                | 54 28 23                                 | 7 26 22                                  | 14 27 22                                 | 104 28 23                                | 427 28 23                                | 490 28 23                                | 303 29 23                                |

## Transport
Librevilles internationella flygplats är den största flygplatsen i Gabon och ligger omkring 11 kilometer norr om staden. Gabon Airlines har sitt högkvarter på flygplatsen.

## Kultur och utbildning
Sevärdheter i staden inkluderar Nationalmuseet för konst och traditioner, det franska kulturcentret, St Marie's katedral, träkyrkan St Michael, Nkembo, Arboretum de Sibang, och två kulturbyar. Librevilles huvudmarknad ligger i Mont-Bouët. Gabons administrationsskola och juridikskola ligger också i Libreville. I Libreville ligger Omar Bongo universitet, grundat 1970, flera forskningsinstitut och bibliotek.

## Industri
Staden har en båtbyggarindustri, bryggeriindustri och sågverk. Staden exporterar råmaterial som trä, gummi och kakao från stadens hamn och djupvattenshamnen i Owendo.